# Madona (rejon)
Madona (łot. Madonas rajons) – rejon we wschodniej Łotwie, funkcjonujący w latach 1949–2009.
Rejon graniczył z rejonami: Aizkraukle, Balvi, Gulbene, Jēkabpils, Kieś, Ogre, Preiļi i Rzeżyca.
Zniesiony 30 czerwca 2009, w ramach reformy administracyjnej.